# Luzulaspis borealis
Luzulaspis borealis är en insektsart som beskrevs av Koteja och Howell 1979. Luzulaspis borealis ingår i släktet Luzulaspis och familjen skålsköldlöss. Inga underarter finns listade i Catalogue of Life.